# Call of Duty: Black Ops Cold War
A Call of Duty: Black Ops Cold War egy 2020-as belső nézetes lövöldözős játék, amelyet a Treyarch és a Raven Software közösen fejlesztett, és az Activision adott ki. Ez a Call of Duty sorozat tizenhetedik része, valamint a Black Ops al-széria hatodik fő epizódja, a Call of Duty: Black Ops 4 (2018) után.

## Játékmenet
Ahogy a korábbi Call of Duty játékoknál is, a Black Ops Cold War egy belső nézetes lövöldözős játék, amely tartalmaz egyjátékos kampányt, többjátékos módot, valamint a kooperatív Zombies módot is. A kampány során a játékosok saját, egyedi karaktert hozhatnak létre; kiválaszthatják a titkosszolgálati hátterüket, bőrszínüket, nemzetiségüket és nemüket, valamint különböző személyiségjegyeket is, amelyek játékbeli előnyöket biztosítanak. A küldetések nem lineáris felépítésűek, vagyis a játékosok többféleképpen is teljesíthetik az adott feladatokat. A küldetések között a játékosok egy rejtekhelyhez férhetnek hozzá, ahol különböző bizonyítékokat vizsgálhatnak meg, NPC-kkel léphetnek interakcióba, valamint az úgynevezett bizonyítéktáblán keresztül megtervezhetik a következő bevetéseket. A Black Ops Cold War többféle befejezéssel rendelkezik, amelyek attól függenek, hogy a játékos milyen döntéseket hoz a kampány során. A játék többjátékos módja három új játékmódot vezet be: „VIP Escort”, „Combined Arms” és „Fireteam: Dirty Bomb”, a Call of Duty sorozat megszokott játékmódjai – mint például a „Team Deathmatch”, „Domination” és „Hardpoint” – mellett. A VIP Escort módban két, egyenként hatfős csapat küzd meg egymással. Az egyik csapat feladata, hogy egy véletlenszerűen kiválasztott csapattagból lett VIP-t elkísérjen egy két kijelölt exfiltrációs pont egyikéhez, míg az ellenfél célja a VIP kiiktatása. Minden kör után a csapatok oldalt cserélnek; az a csapat nyer, amelyik először ér el négy pontot. A Combined Arms módban két tizenkét fős csapat harcol egymással nagy méretű pályákon, ahol szállító járművek is rendelkezésre állnak a gyorsabb mozgáshoz. A cél öt-hat elfoglalási zóna megszerzése és megtartása; az a csapat nyer, amelyik először eléri a 400 pontot. A Fireteam: Dirty Bomb módban tíz, egyenként négyfős csapat játszik egymás ellen nagyméretű pályákon. A játékosok uránt gyűjtenek, majd különböző szennyezett bombákba helyezik el, hogy azokat felrobbantsák. Az a csapat nyer, amelyik a legtöbb ilyen bombát aktiválja. Ahogy a korábbi Call of Duty-játékokban is, a játékosok 55 szintet haladhatnak végig, hogy különféle felszereléseket oldjanak fel – például fegyvereket, képességeket (perks), és scorestreak-eket (pontsorozatos jutalmakat). A feloldott fegyverek testreszabhatók a „Gunsmith” segítségével – ez a funkció már a Call of Duty: Modern Warfare (2019) játékban is jelen volt –, amely lehetővé teszi különféle fegyverkiegészítők, például markolatok, csövek és optikai irányzékok felszerelését.

## Cselekmény
|  | Alább a cselekmény részletei következnek! |

1981 januárjában a CIA ügynökei – Russell Adler (Bruce Thomas), Alex Mason (Chris Payne Gilbert) és Frank Woods (Damon Victor Allen) – Amszterdamba indulnak, hogy célba vegyék Qasim Javadit (Farshad Farahat) és Arash Kadivart (Navid Negahban) az iráni túszdráma során betöltött szerepük miatt. Miután kihallgatják Qasimot, a csapat Törökországban követi nyomon Arasht, ahol tanúi lesznek, ahogy az kivégzi azokat, akikkel egy járműben érkezett. A trió megöli Arash embereit, majd sarokba szorítják magát Arasht is; ő még gúnyosan eldicsekszik vele, hogy a szovjet kém, Perseus (William Salyers) – akit Adler halottnak hitt – volt az, aki megszervezte a túszválságot, mielőtt őt is kivégzik. Miután Adler és Jason Hudson (Piotr Michael) tájékoztatják a fenyegetésről, az Egyesült Államok elnöke, Ronald Reagan (Jeff Bergman) engedélyt ad egy fekete műveleti egység bevetésére, amelynek célja Perseus likvidálása. Adler csapatát az MI6 hírszerző tisztje, Helen Park (Lily Cowles), a CIA-ügynök Lawrence Sims (Reggie Watkins), valamint a Moszad operatív munkatársa, Eleazar „Lazar” Azoulay (Damon Dayoub) alkotja, míg Mason és Woods taktikai támogatást nyújtanak. A csapat utolsó, titokzatos tagja egy „Bell” fedőnevű ügynök, akiről azt állítják, hogy Adlerrel és Simsszel együtt szolgált a MACV-SOG különleges egységnél a vietnámi háború idején. A csapat megkéri Bellt, hogy idézze fel az 1968-as Fracture Jaw hadműveletet, ahol Adler szerint ő, Bell és Sims először találkoztak Perseusszal. Ezt követően a csapat Kelet-Berlinbe utazik, hogy elfogja – vagy megölje – Anton Volkovot (Rafael Petardi), egy orosz maffiavezért, aki kapcsolatban áll Perseusszal. A csapat megtudja, hogy Volkov segített Perseusnak egy nukleáris eszközt becsempészni Kelet-Berlinen keresztül. Emellett titkosított koordinátákra is bukkannak, amelyek egy elnéptelenedett ukrajnai térségbe vezetnek. Bell és Woods ezekre a koordinátákra indulnak, ahol beszivárognak egy titkos Spetsnaz kiképzőbázisra, és felfedezik, hogy Perseus beszivárgott az „Operation Greenlight” nevű szigorúan titkos amerikai programba. Ez a program neutronbombákat helyezett el Európa minden jelentősebb városában, hogy egy esetleges szovjet invázió esetén megakadályozzák azok elfoglalását. Az innen megszerzett információk alapján kiderül, hogy Perseus a Nikita Dragovich által hátrahagyott, megsemmisült bázist próbálja feltárni az Urál-hegységben. Mason és Woods a helyszínre indulnak, hogy megszerezzék Dragovich alvó ügynökeinek listáját. A csapat azonban rájön, hogy Perseus törölte az adatokat a bázis fő számítógépéből, így az egyetlen lehetőségük az, hogy beszivárogjanak a Lubyanka épületébe Moszkvában, és ott próbálják meg visszaszerezni a listát. Adler és Bell a KGB kettős ügynökének, Dimitri Belikovnak (Mark Ivanir) a segítségével bejutnak a Lubyanka épületébe Moszkvában. Ott a csapat megtudja, hogy az Operation Greenlight egyik tudósa valójában alvó ügynök, aki Kubába szökött – így a csapat követi őt oda. Kubában kiderül, hogy Perseusnak sikerült megszereznie az összes Operation Greenlight bomba indítókódját, ami azt jelenti, hogy képes lenne pusztító csapást mérni Európára, miközben az Egyesült Államokra terelheti a gyanút. A csapat heves tűz alá kerül, és Lazar, valamint Park is megsérül. Bellnek csak annyi ideje marad, hogy egyet közülük megmentsen, a másikat kénytelen hátrahagyni. Miután Bell-t megmentették, Adler tovább nyomást gyakorol rá, és ismét a vietnámi emlékeket idézi fel benne. Ekkor derül fény Bell valódi kilétére: ő valójában Perseus ügynöke, akit Arash meglőtt Törökországban, féltékenységből. Adler találta meg a súlyosan sérült Bellt, majd az MKUltra-program keretében átmosta az ágyát, hogy elhiggye, ő Adler bajtársa. Miután Bell visszanyeri valódi emlékeit, Adler kihallgatja őt Perseus főhadiszállásának helyéről. Ekkor Bell dönthet: Ha Perseushoz marad hű, akkor hazudik Adlernek, és egy hamis helyszínt – a Duga rádiólokátor állomást – mond be, miközben Perseus zavartalanul aktiválhatja a neutronbombákat. Adler és csapata így túl messze kerül, hogy közbeléphessenek. Viszont ha Bell elárulja Perseust, akkor felfedi a főhadiszállás pontos helyét a Szolovki-szigeteken, és csatlakozik a CIA-hoz az ottani támadásban. A csapat ekkor megsemmisíti az adótornyokat, amelyek a detonációs jelet közvetítették volna, ezzel meghiúsítva Perseus tervét. A sikeres küldetés után Adler elviszi Bellt egy privát beszélgetésre, ahol biztosítja őt arról, hogy saját akaratából fordult szembe Perseusszal, és hogy hősnek tartja. Ezután azonban elteszi láb alól, mivel Bell a CIA szemében túl veszélyes, mint elszabadult végpont.
|  | Itt a vége a cselekmény részletezésének! |

## Fejlesztés
A Black Ops Cold War fejlesztését a Treyarch és a Raven Software közösen végezték: a Treyarch vezette a többjátékos és Zombies módok fejlesztését, míg a Raven a kampány módért volt felelős. Jason Schreier újságíró beszámolói szerint a játék fejlesztése eredetileg a Raven és a Sledgehammer Games együttműködésével indult, és nem a Black Ops al-széria részeként tervezték. Azonban a két stúdió közti gyakori nézeteltérések miatt az Activision 2019 májusában úgy döntött, hogy a projektet a Treyarch veszi át. Schreier szerint több Treyarch-alkalmazott nem örült a hírnek, hogy a stúdiónak újabb játékfejlesztést kell átvállalnia, és elmondásuk szerint „brutális túlórákra készültek”, hasonlóan a Call of Duty: Black Ops 4 (2018) fejlesztése alatt tapasztaltakhoz. Schreier úgy tudta, hogy a Treyarch lesz a játék egyedüli vezető fejlesztője, míg a Sledgehammer és a Raven támogató szerepet tölt be. Az Activision 2020 augusztusában hivatalosan is bejelentette, hogy a játékot a Treyarch és a Raven közösen fejleszti, majd ugyanebben a hónapban a Raven megerősítette, hogy ők vezetik a kampány kidolgozását. A játék teljes gyártási költségvetése meghaladta a 700 millió amerikai dollárt.

## Fogadtatás
| Összegzőoldal | Értékelés |
| ------------- | --------- |
| Metacritic    | 76/100    |

| Szerző         | Értékelés |
| -------------- | --------- |
| Game Informer  | 8,75/10   |
| GameSpot       | 7/10      |
| GamesRadar+    | 3/5       |
| Hardcore Gamer | 4/5       |
| IGN            | 7/10      |
| PC Gamer (US)  | 69/100    |
| PCGamesN       | 9/10      |

A Black Ops Cold War a Metacritic értékelésgyűjtő oldal szerint „általánosságban kedvező” értékeléseket kapott.
A GameSpot kritikusa, Kallie Plagge dicsérte a kampány nyitott pályadizájnját, és kiemelt egy olyan küldetést, amelyben a játékosok szabadon felfedezhetik a KGB épületét. Véleménye szerint ez a pálya „remek példája a lopakodásnak és a szabad döntéshozatalnak” is.
A IGN kritikusa, Ryan McCaffrey pozitívan értékelte a játékban található rejtekhely-funkciót, valamint a játszható karakter testreszabhatóságát is. Ugyanakkor úgy vélte, hogy a Black Ops Cold War története gyengébb, mint a Call of Duty: Black Ops (2010) narratívája.
A Game Informer újságírója, Daniel Tack úgy fogalmazott, hogy a kampány egy „élvezetes, bár rövid visszatérés a Black Ops széria gyökereihez”.
A PC Gamer kritikusa, Morgan Park úgy vélekedett, hogy a kampány legerősebb elemei – például a lopakodásra épülő küldetések és az NPC-kkel való interakciók – „alulhasználtak vagy csak rövid ideig jelennek meg” a játékban. Emellett a történetet „zavarosnak” nevezte, és úgy érezte, hogy túl hirtelen ér véget.

## Fordítás
Ez a szócikk részben vagy egészben  a   Call of Duty: Black Ops Cold War című angol Wikipédia-szócikk ezen változatának fordításán alapul.  Az eredeti cikk szerkesztőit annak laptörténete sorolja fel. Ez a jelzés csupán a megfogalmazás eredetét és a szerzői jogokat jelzi, nem szolgál a cikkben szereplő információk forrásmegjelöléseként.